# Meredith Smith
Meredith Smith (Australia, 28 de julio de 1942) es una nadadora australiana retirada especializada en pruebas de estilo espalda, donde consiguió ser subcampeona mundial en 1998 en los 4x100 metros estilos.

## Carrera deportiva
En el Campeonato Mundial de Natación de 1998 celebrado en Perth (Australia), ganó la medalla de plata en los relevos de 4x100 metros estilos, nadando el largo de espalda, con un tiempo de 4:05.12 segundos, tras Estados Unidos (oro con 4:01.93 segundos) y por delante de Japón (bronce con 4:06.27 segundos).